# Premi e riconoscimenti degli Exo
Questa è una lista dei premi e delle candidature ricevute dagli Exo, gruppo musicale sudcoreano che debuttò nell'aprile 2012 sotto la SM Entertainment.

## Cerimonie di premiazione
| Premio                                     | Anno | Ricevente                                 | Categoria                                  | Risultato       | Fonti           |
| ------------------------------------------ | ---- | ----------------------------------------- | ------------------------------------------ | --------------- | --------------- |
| American Music Award                       | 2019 | Exo                                       | Favorite Social Artist                     | Candidato/a     | [ 1 ]           |
| Anugerah Bintang Popular Berita Harian     | 2019 | Exo                                       | Popular Korean Artist                      | Candidato/a     | [ 2 ]           |
| Asia Artist Awards                         | 2016 | Exo                                       | Asia Star Award                            | Vincitore/trice | [ 3 ]           |
| Asia Artist Awards                         | 2016 | Exo                                       | Popularity Award – Music                   | Vincitore/trice | [ 3 ]           |
| Asia Artist Awards                         | 2016 | Exo                                       | Baidu Star Award                           | Vincitore/trice | [ 3 ]           |
| Asia Artist Awards                         | 2016 | Exo                                       | Daesang Award – Music                      | Vincitore/trice | [ 3 ]           |
| Asia Artist Awards                         | 2017 | Exo                                       | Popularity Award – Music                   | Vincitore/trice | [ 4 ]           |
| Asia Artist Awards                         | 2017 | Exo                                       | Fabulous Award                             | Vincitore/trice | [ 4 ]           |
| Asia Artist Awards                         | 2017 | Exo                                       | Daesang Award – Music                      | Vincitore/trice | [ 4 ]           |
| Asia Artist Awards                         | 2018 | Exo                                       | Popularity Award – Music                   | Candidato/a     | [ 5 ]           |
| Asian Idol Awards                          | 2013 | Exo                                       | Popular Asian Group                        | Vincitore/trice | [ 6 ]           |
| Baidu Music Awards                         | 2013 | Exo                                       | Most Popular Group                         | Vincitore/trice | [ 7 ]           |
| Billboard Music Awards                     | 2019 | Exo                                       | Top Social Artist                          | Candidato/a     | [ 8 ]           |
| Billboard Music Festival                   | 2013 | Exo-M                                     | Most Popular Group                         | Vincitore/trice | [ 9 ]           |
| BreakTudo Awards                           | 2018 | Exo                                       | K-pop Male Group                           | Candidato/a     | [ 10 ]          |
| BreakTudo Awards                           | 2019 | Exo                                       | K-pop Male Group                           | Vincitore/trice | [ 11 ]          |
| Chinese Music Awards                       | 2014 | Exo                                       | Asia's Most Influential Group              | Vincitore/trice | [ 12 ]          |
| EDaily Culture Awards                      | 2017 | Exo Planet 3 – The Exo'rdium              | Top Excellence Award – Concert             | Vincitore/trice | [ 15 ]          |
| Elle Style Awards                          | 2017 | Exo                                       | Super K-Pop Group Award                    | Vincitore/trice | [ 16 ]          |
| Circle Chart Music Award                   | 2014 | Exo                                       | Popularity Award                           | Vincitore/trice | [ 17 ]          |
| Circle Chart Music Award                   | 2014 | XOXO                                      | Album of the Year – 3rd Quarter            | Vincitore/trice | [ 17 ]          |
| Circle Chart Music Award                   | 2014 | Miracles in December                      | Album of the Year – 4th Quarter            | Vincitore/trice | [ 17 ]          |
| Circle Chart Music Award                   | 2015 | Exo                                       | Popularity Award                           | Vincitore/trice | [ 18 ]          |
| Circle Chart Music Award                   | 2015 | Overdose                                  | Album of the Year – 2nd Quarter            | Vincitore/trice | [ 18 ]          |
| Circle Chart Music Award                   | 2016 | Exo                                       | Popularity Award                           | Vincitore/trice | [ 19 ]          |
| Circle Chart Music Award                   | 2016 | Exodus                                    | Album of the Year – 1st Quarter            | Vincitore/trice | [ 19 ]          |
| Circle Chart Music Award                   | 2016 | Love Me Right                             | Album of the Year – 2nd Quarter            | Vincitore/trice | [ 19 ]          |
| Circle Chart Music Award                   | 2016 | Sing For You                              | Album of the Year – 4th Quarter            | Vincitore/trice | [ 19 ]          |
| Circle Chart Music Award                   | 2017 | Exo                                       | Popularity Award                           | Vincitore/trice | [ 20 ]          |
| Circle Chart Music Award                   | 2017 | Ex'Act (Korean Ver.)                      | Album of the Year – 2nd Quarter            | Vincitore/trice | [ 20 ]          |
| Circle Chart Music Award                   | 2017 | Ex'Act (Mandarin Ver.)                    | Album of the Year – 2nd Quarter            | Candidato/a     | [ 21 ]          |
| Circle Chart Music Award                   | 2017 | Lotto (Korean Ver.)                       | Album of the Year – 3rd Quarter            | Vincitore/trice | [ 20 ]          |
| Circle Chart Music Award                   | 2017 | Lotto (Mandarin Ver.)                     | Album of the Year – 3rd Quarter            | Candidato/a     | [ 21 ]          |
| Circle Chart Music Award                   | 2017 | For Life                                  | Album of the Year – 4th Quarter            | Candidato/a     | [ 21 ]          |
| Circle Chart Music Award                   | 2017 | "Monster"                                 | Song of the Year – June                    | Candidato/a     | [ 21 ]          |
| Circle Chart Music Award                   | 2017 | "Dancing King" with Yoo Jaesuk            | Song of the Year – September               | Candidato/a     | [ 21 ]          |
| Circle Chart Music Award                   | 2018 | Exo                                       | Popularity Award                           | Candidato/a     | [ 22 ]          |
| Circle Chart Music Award                   | 2018 | The War (Korean Ver.)                     | Album of the Year – 3rd Quarter            | Candidato/a     | [ 22 ]          |
| Circle Chart Music Award                   | 2018 | The War: The Power of Music (Korean Ver.) | Album of the Year – 3rd Quarter            | Candidato/a     | [ 22 ]          |
| Circle Chart Music Award                   | 2018 | Universe                                  | Album of the Year – 4th Quarter            | Candidato/a     | [ 22 ]          |
| Circle Chart Music Award                   | 2018 | "Ko Ko Bop"                               | Song of the Year – July                    | Vincitore/trice | [ 23 ]          |
| Circle Chart Music Award                   | 2018 | "Universe"                                | Song of the Year – December                | Candidato/a     | [ 22 ]          |
| Circle Chart Music Award                   | 2019 | "Tempo"                                   | Song of the Year – November                | Candidato/a     | [ 24 ]          |
| Circle Chart Music Award                   | 2019 | Don't Mess Up My Tempo                    | Album of the Year – 4th Quarter            | Vincitore/trice | [ 25 ]          |
| Circle Chart Music Award                   | 2019 | Love Shot                                 | Album of the Year – 4th Quarter            | Candidato/a     | [ 24 ]          |
| Genie Music Award                          | 2019 | Exo                                       | Male Group                                 | Candidato/a     | [ 26 ]          |
| Genie Music Award                          | 2019 | Exo                                       | Male Performing Artist                     | Candidato/a     | [ 26 ]          |
| Global Fan Awards                          | 2018 | Exo                                       | Fandom Award                               | Vincitore/trice | [ 27 ]          |
| Golden Disc Awards                         | 2013 | Exo-K                                     | Newcomer Award                             | Vincitore/trice | [ 28 ]          |
| Golden Disc Awards                         | 2014 | Exo                                       | Popularity Award                           | Candidato/a     | [ 29 ]          |
| Golden Disc Awards                         | 2014 | "Growl"                                   | Digital Bonsang                            | Candidato/a     | [ 30 ]          |
| Golden Disc Awards                         | 2014 | XOXO                                      | Disc Bonsang                               | Vincitore/trice | [ 31 ]          |
| Golden Disc Awards                         | 2014 | XOXO                                      | Disc Daesang                               | Vincitore/trice | [ 31 ]          |
| Golden Disc Awards                         | 2015 | Overdose                                  | Disc Bonsang                               | Vincitore/trice | [ 32 ]          |
| Golden Disc Awards                         | 2015 | Overdose                                  | Disc Daesang                               | Vincitore/trice | [ 32 ]          |
| Golden Disc Awards                         | 2015 | Overdose                                  | Digital Bonsang                            | Candidato/a     | [ 33 ]          |
| Golden Disc Awards                         | 2016 | Exo                                       | Global Popularity Award                    | Vincitore/trice | [ 34 ]          |
| Golden Disc Awards                         | 2016 | Exodus                                    | Disc Bonsang                               | Vincitore/trice | [ 34 ]          |
| Golden Disc Awards                         | 2016 | Exodus                                    | Disc Daesang                               | Vincitore/trice | [ 34 ]          |
| Golden Disc Awards                         | 2016 | "Call Me Baby"                            | Digital Bonsang                            | Candidato/a     | [ 35 ]          |
| Golden Disc Awards                         | 2017 | Exo                                       | Ceci Asia Icon Award                       | Vincitore/trice | [ 36 ]          |
| Golden Disc Awards                         | 2017 | Ex'Act                                    | Disc Bonsang                               | Vincitore/trice | [ 36 ]          |
| Golden Disc Awards                         | 2017 | Ex'Act                                    | Disc Daesang                               | Vincitore/trice | [ 36 ]          |
| Golden Disc Awards                         | 2017 | "Monster"                                 | Digital Bonsang                            | Candidato/a     | [ 37 ]          |
| Golden Disc Awards                         | 2018 | Exo                                       | Genie Popularity Award                     | Vincitore/trice | [ 38 ]          |
| Golden Disc Awards                         | 2018 | Exo                                       | Global Popularity Award                    | Vincitore/trice | [ 38 ]          |
| Golden Disc Awards                         | 2018 | Exo                                       | Ceci Asia Icon Award                       | Vincitore/trice | [ 38 ]          |
| Golden Disc Awards                         | 2018 | The War                                   | Disc Bonsang                               | Vincitore/trice | [ 38 ]          |
| Golden Disc Awards                         | 2018 | The War                                   | Disc Daesang                               | Candidato/a     | [ 39 ]          |
| Golden Disc Awards                         | 2019 | Don't Mess Up My Tempo                    | Disc Bonsang                               | Vincitore/trice | [ 40 ]          |
| Golden Disc Awards                         | 2019 | Don't Mess Up My Tempo                    | Disc Daesang                               | Candidato/a     | [ 41 ]          |
| Golden Disc Awards                         | 2019 | "Universe"                                | Digital Bonsang                            | Candidato/a     | [ 41 ]          |
| Golden Disc Awards                         | 2019 | Exo                                       | Most Popular Artist                        | Candidato/a     | [ 42 ]          |
| Hawaii International Music Awards Festival | 2013 | Exo                                       | Artist of the Year                         | Vincitore/trice | [ 44 ]          |
| Huading Awards                             | 2015 | Exo                                       | Best International Group Award             | Vincitore/trice | [ 45 ]          |
| iF Design Awards                           | 2014 | XOXO                                      | Best Packaging Design                      | Vincitore/trice | [ 46 ]          |
| iF Design Awards                           | 2014 | Exo                                       | Brand Identity Design                      | Vincitore/trice | [ 46 ]          |
| iF Design Awards                           | 2016 | Miracles in December                      | Best Packaging Design                      | Vincitore/trice | [ 47 ] [ 48 ]   |
| iHeartRadio Music Awards                   | 2018 | Exo                                       | Best Fan Army                              | Candidato/a     | [ 49 ]          |
| iQiyi All-Star Carnival                    | 2016 | Exo                                       | Asian Popularity Award                     | Vincitore/trice | [ 51 ]          |
| iQiyi All-Star Carnival                    | 2016 | "Call Me Baby"                            | Music of the Year Award                    | Vincitore/trice | [ 52 ]          |
| iQiyi All-Star Carnival                    | 2017 | Exo                                       | Most Popular Asian Group                   | Vincitore/trice | [ 53 ]          |
| Japan Gold Disc Awards                     | 2016 | Exo                                       | New Artist of the Year (Asian)             | Vincitore/trice | [ 54 ]          |
| Japan Gold Disc Awards                     | 2016 | Exo                                       | Best 3 New Artists                         | Vincitore/trice | [ 54 ]          |
| Kazz Awards                                | 2017 | Exo Planet 3 – The Exo'rdium              | Best Asian Concert                         | Candidato/a     | [ 56 ]          |
| KBS Song Festival                          | 2013 | "Growl"                                   | Song of the Year                           | Vincitore/trice | [ 57 ] [ 58 ]   |
| Korea Best Star Awards                     | 2018 | Exo                                       | Korea Top Singer Award                     | Vincitore/trice | [ 60 ]          |
| Korea Popular Music Awards                 | 2018 | Exo                                       | Best Artist                                | Candidato/a     | [ 62 ]          |
| Korea Popular Music Awards                 | 2018 | Exo                                       | Best Song                                  | Candidato/a     | [ 62 ]          |
| Korea Popular Music Awards                 | 2018 | Exo                                       | Popularity Award                           | Vincitore/trice | [ 63 ]          |
| Korean Broadcasting Awards                 | 2015 | Exo                                       | Artist Award                               | Vincitore/trice | [ 65 ]          |
| Korean Entertainment Arts Awards           | 2012 | Exo-K                                     | Rookie Singer                              | Vincitore/trice | [ 67 ]          |
| Korean Entertainment Arts Awards           | 2014 | Exo                                       | Best Group                                 | Vincitore/trice | [ 66 ]          |
| Korean Music Awards                        | 2014 | Exo                                       | Group Musician of the Year by Netizen Vote | Vincitore/trice | [ 68 ]          |
| Korean Music Awards                        | 2014 | "Growl"                                   | Song of the Year                           | Candidato/a     | [ 69 ]          |
| Korean Music Awards                        | 2014 | "Growl"                                   | Best Dance & Electronic Song               | Vincitore/trice | [ 70 ]          |
| Korean Producers Awards                    | 2014 | Exo                                       | Singer Award                               | Vincitore/trice | [ 73 ] [ 74 ]   |
| K-pop Lovers Awards                        | 2012 | Exo                                       | Best Rookie of the Year (First-Half)       | Vincitore/trice | [ 76 ]          |
| K-pop Lovers Awards                        | 2012 | Exo                                       | Best Rookie of 2012                        | Vincitore/trice | [ 76 ]          |
| MBC Entertainment Awards                   | 2014 | Exo                                       | Popularity Award                           | Vincitore/trice | [ 77 ]          |
| MBC Entertainment Awards                   | 2015 | Exo                                       | Popularity Award                           | Vincitore/trice | [ 78 ] [ 79 ]   |
| MBC Show Champion Awards                   | 2015 | "Call Me Baby"                            | Champion Song                              | Vincitore/trice | [ 80 ]          |
| Melon Music Awards                         | 2013 | Exo                                       | Global Star Award                          | Candidato/a     | [ 82 ]          |
| Melon Music Awards                         | 2013 | Exo                                       | Artist of the Year                         | Candidato/a     | [ 82 ]          |
| Melon Music Awards                         | 2013 | Exo                                       | Netizen Popularity Award                   | Vincitore/trice | [ 83 ]          |
| Melon Music Awards                         | 2013 | Exo                                       | Top 10 Artists                             | Vincitore/trice | [ 83 ]          |
| Melon Music Awards                         | 2013 | XOXO                                      | Album of the Year                          | Candidato/a     | [ 82 ]          |
| Melon Music Awards                         | 2013 | "Growl"                                   | Song of the Year                           | Vincitore/trice | [ 83 ]          |
| Melon Music Awards                         | 2013 | "Growl"                                   | Music Video Award                          | Candidato/a     | [ 82 ]          |
| Melon Music Awards                         | 2014 | Exo                                       | Top 10 Artists                             | Vincitore/trice | [ 84 ]          |
| Melon Music Awards                         | 2015 | Exo                                       | Artist of the Year                         | Candidato/a     | [ 85 ]          |
| Melon Music Awards                         | 2015 | Exo                                       | Top 10 Artists                             | Vincitore/trice | [ 86 ]          |
| Melon Music Awards                         | 2015 | Exo                                       | Netizen Popularity Award                   | Candidato/a     | [ 87 ]          |
| Melon Music Awards                         | 2015 | Exodus                                    | Album of the Year                          | Vincitore/trice | [ 86 ]          |
| Melon Music Awards                         | 2015 | "Call Me Baby"                            | Song of the Year                           | Candidato/a     | [ 88 ]          |
| Melon Music Awards                         | 2016 | Exo                                       | Artist of the Year                         | Vincitore/trice | [ 89 ]          |
| Melon Music Awards                         | 2016 | Exo                                       | Top 10 Artists                             | Vincitore/trice | [ 89 ]          |
| Melon Music Awards                         | 2016 | Exo                                       | Netizen Popularity Award                   | Vincitore/trice | [ 89 ]          |
| Melon Music Awards                         | 2016 | Exo                                       | Kakao Hot Star Award                       | Vincitore/trice | [ 89 ]          |
| Melon Music Awards                         | 2016 | Ex'Act                                    | Album of the Year                          | Candidato/a     | [ 90 ]          |
| Melon Music Awards                         | 2016 | "Monster"                                 | Best Male Dance                            | Vincitore/trice | [ 89 ]          |
| Melon Music Awards                         | 2017 | Exo                                       | Artist of the Year                         | Vincitore/trice | [ 91 ]          |
| Melon Music Awards                         | 2017 | Exo                                       | Top 10 Artists                             | Vincitore/trice | [ 91 ]          |
| Melon Music Awards                         | 2017 | Exo                                       | Netizen Popularity Award                   | Vincitore/trice | [ 91 ]          |
| Melon Music Awards                         | 2017 | Exo                                       | Kakao Hot Star Award                       | Candidato/a     | [ 92 ]          |
| Melon Music Awards                         | 2017 | The War                                   | Album of the Year                          | Candidato/a     | [ 93 ]          |
| Melon Music Awards                         | 2017 | "Ko Ko Bop"                               | Song of the Year                           | Candidato/a     | [ 93 ]          |
| Melon Music Awards                         | 2017 | "Ko Ko Bop"                               | Best Male Dance                            | Vincitore/trice | [ 91 ]          |
| Melon Music Awards                         | 2018 | Exo                                       | Artist of the Year                         | Candidato/a     | [ 94 ]          |
| Melon Music Awards                         | 2018 | Exo                                       | Top 10 Artists                             | Vincitore/trice | [ 95 ]          |
| Melon Music Awards                         | 2018 | Exo                                       | Netizen Popularity Award                   | Candidato/a     | [ 94 ]          |
| Melon Music Awards                         | 2018 | Universe                                  | Album of the Year                          | Candidato/a     | [ 94 ]          |
| Mengniu Billboard Music Festival           | 2012 | Exo                                       | Best Dressed                               | Vincitore/trice | [ 96 ]          |
| Mengniu Billboard Music Festival           | 2012 | Exo-M                                     | Most Popular Group of the Year             | Vincitore/trice | [ 96 ]          |
| Miguhui Awards                             | 2014 | Exo                                       | Best Group Award                           | Vincitore/trice | [ 97 ]          |
| Miguhui Awards                             | 2014 | Exo                                       | Best Performance Award                     | Vincitore/trice | [ 97 ]          |
| Mnet Asian Music Awards                    | 2012 | Exo-K                                     | Best New Male Artist                       | Candidato/a     | [ 98 ]          |
| Mnet Asian Music Awards                    | 2012 | Exo                                       | Best New Asian Artist                      | Vincitore/trice | [ 99 ]          |
| Mnet Asian Music Awards                    | 2013 | "Growl"                                   | Best Dance Performance Male Group          | Candidato/a     | [ 100 ]         |
| Mnet Asian Music Awards                    | 2013 | Exo                                       | Best Male Group                            | Candidato/a     | [ 101 ]         |
| Mnet Asian Music Awards                    | 2013 | Exo                                       | Artist of the Year                         | Candidato/a     | [ 102 ]         |
| Mnet Asian Music Awards                    | 2013 | XOXO                                      | Album of the Year                          | Vincitore/trice | [ 103 ]         |
| Mnet Asian Music Awards                    | 2014 | Exo                                       | Best Asian Style Award                     | Vincitore/trice | [ 104 ]         |
| Mnet Asian Music Awards                    | 2014 | "Overdose"                                | Best Dance Performance Male Group          | Candidato/a     | [ 105 ]         |
| Mnet Asian Music Awards                    | 2014 | Exo                                       | Best Male Group                            | Vincitore/trice | [ 104 ]         |
| Mnet Asian Music Awards                    | 2014 | Exo                                       | Artist of the Year                         | Vincitore/trice | [ 104 ]         |
| Mnet Asian Music Awards                    | 2014 | "Overdose"                                | Song of the Year                           | Candidato/a     | [ 106 ]         |
| Mnet Asian Music Awards                    | 2014 | Overdose                                  | Album of the Year                          | Vincitore/trice | [ 104 ]         |
| Mnet Asian Music Awards                    | 2015 | Exo                                       | Best Male Group                            | Vincitore/trice | [ 107 ]         |
| Mnet Asian Music Awards                    | 2015 | "Call Me Baby"                            | Best Dance Performance Male Group          | Candidato/a     | [ 108 ]         |
| Mnet Asian Music Awards                    | 2015 | Exo                                       | Global Fan's Choice Male Group             | Vincitore/trice | [ 107 ]         |
| Mnet Asian Music Awards                    | 2015 | Exo                                       | Best Asian Style Award                     | Vincitore/trice | [ 107 ]         |
| Mnet Asian Music Awards                    | 2015 | Exo                                       | Artist of the Year                         | Candidato/a     | [ 109 ]         |
| Mnet Asian Music Awards                    | 2015 | "Call Me Baby"                            | Song of the Year                           | Candidato/a     | [ 110 ]         |
| Mnet Asian Music Awards                    | 2015 | Exodus                                    | Album of the Year                          | Vincitore/trice | [ 107 ]         |
| Mnet Asian Music Awards                    | 2016 | Exo                                       | Best Male Group                            | Vincitore/trice | [ 111 ]         |
| Mnet Asian Music Awards                    | 2016 | "Monster"                                 | Best Dance Performance Male Group          | Candidato/a     | [ 112 ]         |
| Mnet Asian Music Awards                    | 2016 | Exo                                       | Best Asian Style Award                     | Vincitore/trice | [ 111 ]         |
| Mnet Asian Music Awards                    | 2016 | Exo                                       | Artist of the Year                         | Candidato/a     | [ 113 ]         |
| Mnet Asian Music Awards                    | 2016 | Ex'Act                                    | Album of the Year                          | Vincitore/trice | [ 111 ]         |
| Mnet Asian Music Awards                    | 2016 | "Monster"                                 | Song of the Year                           | Candidato/a     | [ 114 ]         |
| Mnet Asian Music Awards                    | 2017 | Exo                                       | Best Male Group                            | Candidato/a     | [ 115 ]         |
| Mnet Asian Music Awards                    | 2017 | Exo                                       | Favorite KPOP Star                         | Candidato/a     | [ 116 ]         |
| Mnet Asian Music Awards                    | 2017 | Exo                                       | Artist of the Year                         | Candidato/a     | [ 117 ]         |
| Mnet Asian Music Awards                    | 2017 | "Ko Ko Bop"                               | Best Dance Performance Male Group          | Candidato/a     | [ 115 ]         |
| Mnet Asian Music Awards                    | 2017 | "Ko Ko Bop"                               | Global Fans' Choice                        | Vincitore/trice | [ 118 ]         |
| Mnet Asian Music Awards                    | 2017 | "Ko Ko Bop"                               | Song of the Year                           | Candidato/a     | [ 119 ]         |
| Mnet Asian Music Awards                    | 2017 | "Power"                                   | Best Music Video                           | Candidato/a     | [ 115 ]         |
| Mnet Asian Music Awards                    | 2017 | The War                                   | Album of the Year                          | Vincitore/trice | [ 118 ]         |
| Mnet Asian Music Awards                    | 2019 | Exo                                       | Artist of the Year                         | Candidato/a     |                 |
| Mnet Asian Music Awards                    | 2019 | Exo                                       | Worldwide Fans Choice                      | Candidato/a     |                 |
| Mnet Asian Music Awards                    | 2019 | Exo                                       | Best Male Group                            | Candidato/a     |                 |
| Mnet Asian Music Awards                    | 2019 | "Tempo"                                   | Best Dance Performance – Male Group        | Candidato/a     |                 |
| Mnet Asian Music Awards                    | 2019 | "Tempo"                                   | Song of the Year                           | Candidato/a     |                 |
| MTV Europe Music Awards                    | 2013 | Exo                                       | Best Korean Act                            | Vincitore/trice | [ 120 ]         |
| MTV Europe Music Awards                    | 2013 | Exo                                       | Best Worldwide Act                         | Candidato/a     | [ 120 ]         |
| MTV Millennial Awards                      | 2018 | Exo                                       | Revolution K-pop                           | Candidato/a     | [ 121 ]         |
| MTV Millennial Awards                      | 2018 | Exo                                       | Fandom of the Year                         | Candidato/a     | [ 121 ]         |
| MTV Millennial Awards                      | 2019 | Exo                                       | K-pop Explosion                            | Candidato/a     | [ 122 ]         |
| MTV Millennial Awards Brazil               | 2018 | Exo                                       | K-pop Explosion                            | Candidato/a     | [ 124 ]         |
| MTV Millennial Awards Brazil               | 2019 | Exo                                       | K-pop Explosion                            | Candidato/a     | [ 125 ]         |
| MTV Video Music Awards                     | 2019 | "Tempo"                                   | Best K-pop                                 | Candidato/a     | [ 126 ]         |
| Myx Music Awards                           | 2014 | "Wolf"                                    | Favourite K-Pop Video                      | Vincitore/trice | [ 127 ]         |
| Myx Music Awards                           | 2015 | "Overdose"                                | Favourite K-Pop Video                      | Candidato/a     | [ 128 ]         |
| Red Dot Design Awards                      | 2014 | MAMA                                      | Communication Design Award - Packaging     | Vincitore/trice | [ 131 ] [ 132 ] |
| Red Dot Design Awards                      | 2015 | XOXO                                      | Communication Design Award - Packaging     | Vincitore/trice | [ 131 ] [ 133 ] |
| SBS Awards Festival                        | 2014 | Exo                                       | Top 10 Artists                             | Vincitore/trice | [ 134 ]         |
| SBS Awards Festival                        | 2014 | Exo                                       | Best Male Group                            | Vincitore/trice | [ 134 ]         |
| SBS Awards Festival                        | 2014 | Overdose                                  | Best Album                                 | Vincitore/trice | [ 134 ]         |
| Seoul Music Award                          | 2013 | Exo-K                                     | New Artist Award                           | Vincitore/trice | [ 135 ]         |
| Seoul Music Award                          | 2014 | Exo                                       | Bonsang Award                              | Vincitore/trice | [ 136 ]         |
| Seoul Music Award                          | 2014 | Exo                                       | Daesang Award                              | Vincitore/trice | [ 136 ]         |
| Seoul Music Award                          | 2014 | "Growl"                                   | Record of the Year in Digital Release      | Vincitore/trice | [ 136 ]         |
| Seoul Music Award                          | 2015 | Exo                                       | Bonsang Award                              | Vincitore/trice | [ 137 ]         |
| Seoul Music Award                          | 2015 | Exo                                       | Mobile Popularity Award                    | Vincitore/trice | [ 137 ]         |
| Seoul Music Award                          | 2015 | Exo                                       | Daesang Award                              | Vincitore/trice | [ 137 ]         |
| Seoul Music Award                          | 2016 | Exo                                       | Bonsang Award                              | Vincitore/trice | [ 138 ]         |
| Seoul Music Award                          | 2016 | Exo                                       | Hallyu Special Award                       | Vincitore/trice | [ 138 ]         |
| Seoul Music Award                          | 2016 | Exo                                       | Daesang Award                              | Vincitore/trice | [ 138 ]         |
| Seoul Music Award                          | 2017 | Exo                                       | Bonsang Award                              | Vincitore/trice | [ 139 ]         |
| Seoul Music Award                          | 2017 | Exo                                       | Mobile Popularity Award                    | Candidato/a     | [ 140 ]         |
| Seoul Music Award                          | 2017 | Exo                                       | Hallyu Special Award                       | Candidato/a     | [ 140 ]         |
| Seoul Music Award                          | 2017 | Exo                                       | Fandom School Award                        | Vincitore/trice | [ 139 ]         |
| Seoul Music Award                          | 2017 | Exo                                       | Daesang Award                              | Vincitore/trice | [ 139 ]         |
| Seoul Music Award                          | 2018 | Exo                                       | Bonsang Award                              | Vincitore/trice | [ 141 ]         |
| Seoul Music Award                          | 2018 | Exo                                       | Mobile Popularity Award                    | Candidato/a     | [ 142 ]         |
| Seoul Music Award                          | 2018 | Exo                                       | Hallyu Special Award                       | Vincitore/trice | [ 141 ]         |
| Seoul Music Award                          | 2018 | Exo                                       | Fandom School Award                        | Vincitore/trice | [ 141 ]         |
| Seoul Music Award                          | 2019 | Exo                                       | Popularity Award                           | Candidato/a     | [ 143 ]         |
| Seoul Music Award                          | 2019 | Exo                                       | Hallyu Special Award                       | Vincitore/trice | [ 144 ]         |
| Seoul Music Award                          | 2019 | Exo                                       | Bonsang Award                              | Vincitore/trice | [ 145 ]         |
| Seoul Music Award                          | 2019 | Exo                                       | Daesang Award                              | Candidato/a     | [ 143 ]         |
| Soribada Best K-Music Awards               | 2017 | Exo                                       | New Hallyu Popularity Award                | Vincitore/trice | [ 146 ]         |
| Soribada Best K-Music Awards               | 2017 | Exo                                       | Bonsang Award                              | Vincitore/trice | [ 146 ]         |
| Soribada Best K-Music Awards               | 2017 | Exo                                       | Daesang Award                              | Vincitore/trice | [ 146 ]         |
| Soribada Best K-Music Awards               | 2018 | Exo                                       | Bonsang Award                              | Candidato/a     | [ 147 ]         |
| Soribada Best K-Music Awards               | 2018 | Exo                                       | People's Choice Award                      | Vincitore/trice | [ 148 ]         |
| Soribada Best K-Music Awards               | 2019 | Exo                                       | Popularity Award (Male)                    | Candidato/a     | [ 149 ]         |
| Teen Choice Awards                         | 2016 | Exo                                       | Choice International Artist                | Candidato/a     | [ 150 ]         |
| Teen Choice Awards                         | 2017 | Exo                                       | Choice International Artist                | Candidato/a     | [ 151 ]         |
| Teen Choice Awards                         | 2018 | Exo                                       | Choice International Artist                | Candidato/a     | [ 152 ]         |
| Teen Choice Awards                         | 2019 | Exo                                       | Choice International Artist                | Candidato/a     | [ 153 ]         |
| Top Chinese Music Awards                   | 2013 | Exo-M                                     | Most Popular Group                         | Vincitore/trice | [ 154 ]         |
| Top Chinese Music Awards                   | 2013 | Exo                                       | Best Group                                 | Vincitore/trice | [ 154 ]         |
| Top Chinese Music Awards                   | 2016 | Exo                                       | Most Popular Overseas Group                | Vincitore/trice | [ 155 ]         |
| Top Chinese Music Awards                   | 2016 | Exo                                       | Best Overseas Group                        | Vincitore/trice | [ 155 ]         |
| V Chart Awards                             | 2013 | Exo-M                                     | Mainland China's Most Popular Artist       | Vincitore/trice | [ 156 ]         |
| V Chart Awards                             | 2013 | Exo-M                                     | Mainland China's Best Rookie Group         | Vincitore/trice | [ 156 ]         |
| V Chart Awards                             | 2014 | XOXO                                      | Album of the Year — South Korea            | Vincitore/trice | [ 157 ]         |
| V Chart Awards                             | 2015 | Overdose                                  | Album of the Year — South Korea            | Vincitore/trice | [ 158 ]         |
| V Chart Awards                             | 2016 | Exodus                                    | Album of the Year — South Korea            | Vincitore/trice | [ 159 ]         |
| V Chart Awards                             | 2017 | Exo                                       | Most Influential Group in Asia             | Vincitore/trice | [ 160 ]         |
| V Live Awards                              | 2017 | Exo                                       | Global Artist Top 10                       | Vincitore/trice | [ 162 ]         |
| V Live Awards                              | 2018 | Exo                                       | Global Artist Top 10                       | Vincitore/trice | [ 163 ]         |
| V Live Awards                              | 2019 | Exo                                       | Global Artist Top 10                       | Vincitore/trice | [ 164 ]         |
| V Live Awards                              | 2019 | Exo                                       | Global Top 12                              | Vincitore/trice | [ 165 ]         |
| V Live Awards                              | 2019 | Exo                                       | Best Channel – 5 million followers         | Candidato/a     | [ 166 ]         |
| V Live Awards                              | 2019 | Exo                                       | The Most Loved Artist                      | Candidato/a     | [ 167 ]         |
| V Live Awards                              | 2019 | Exo Comeback Showcase "Tempo"             | Video of the Year                          | Candidato/a     | [ 168 ]         |
| World Music Awards                         | 2014 | Exo                                       | World's Best Group                         | Candidato/a     | [ 169 ]         |
| World Music Awards                         | 2014 | Exo                                       | World's Best Live Act                      | Candidato/a     | [ 170 ]         |
| World Music Awards                         | 2014 | Exo                                       | World's Best Fanbase                       | Candidato/a     | [ 171 ]         |
| World Music Awards                         | 2014 | Exo                                       | World's Best Selling Korean Artist         | Vincitore/trice | [ 172 ]         |
| World Music Awards                         | 2014 | "Growl"                                   | World's Best Song                          | Vincitore/trice | [ 173 ] [ 174 ] |
| Youku Night                                | 2015 | Exo                                       | Most Popular Asian Group                   | Vincitore/trice | [ 175 ]         |
| Youku Night                                | 2015 | Exo                                       | Best Asian Performance                     | Vincitore/trice | [ 175 ]         |

## Altri riconoscimenti

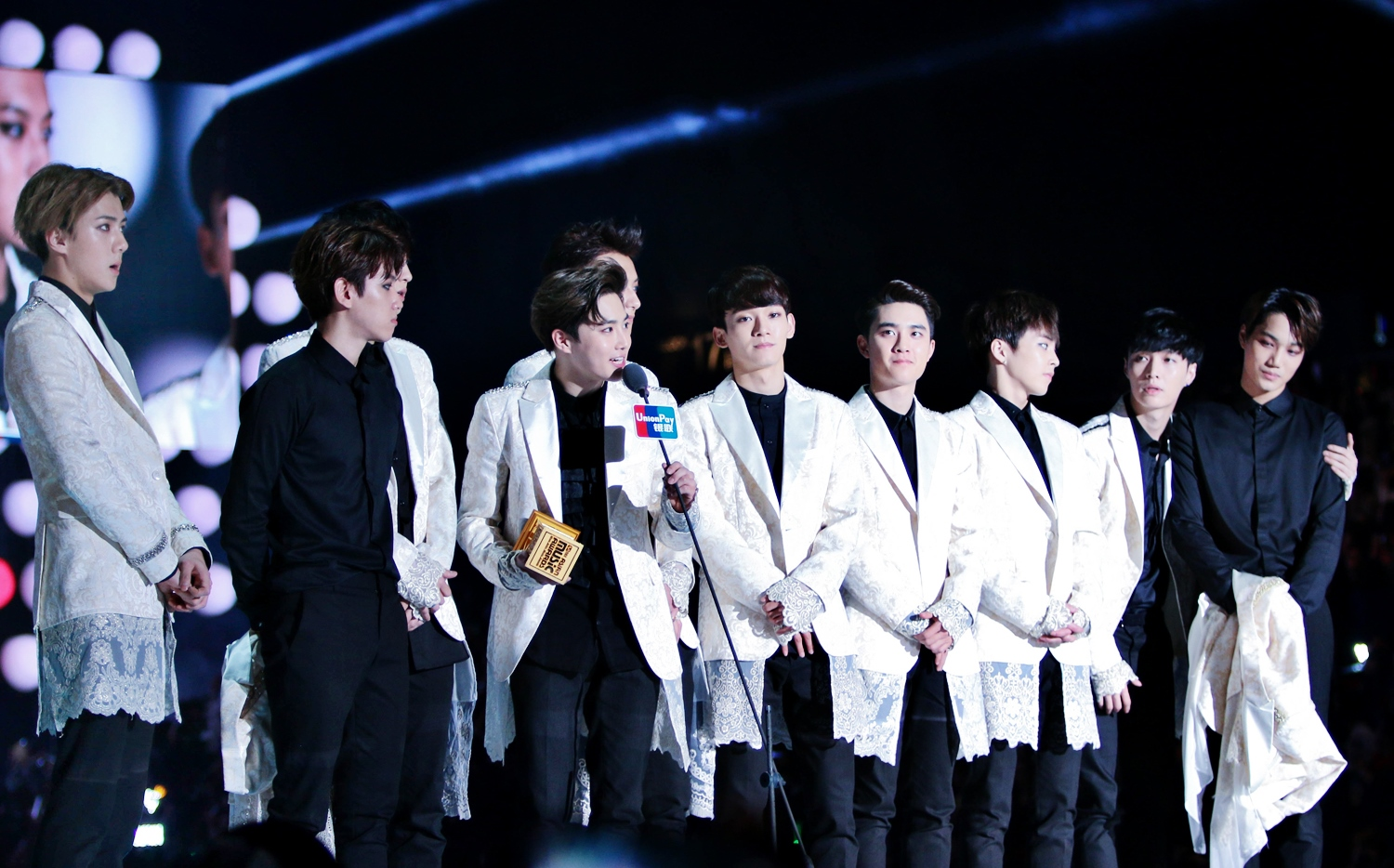
Gli Exo ai MAMA nel 2014

### Onorificenze
| Paese         | Anno | Onorificenza                                                  | Fonti   |
| ------------- | ---- | ------------------------------------------------------------- | ------- |
| Corea del Sud | 2014 | Encomio del Ministro della Cultura, dello Sport e del Turismo | [ 178 ] |
| Corea del Sud | 2017 | Encomio del Primo Ministro                                    | [ 179 ] |

### Liste
| Pubblicazione | Anno | Lista                                               | Posizione | Fonti   |
| ------------- | ---- | --------------------------------------------------- | --------- | ------- |
| Forbes        | 2014 | Forbes Korea Power Celebrity\|Korea Power Celebrity | 5         | [ 180 ] |
| Forbes        | 2015 | Forbes Korea Power Celebrity\|Korea Power Celebrity | 1         | [ 181 ] |
| Forbes        | 2016 | Forbes Korea Power Celebrity\|Korea Power Celebrity | 1         | [ 182 ] |
| Forbes        | 2017 | Forbes Korea Power Celebrity\|Korea Power Celebrity | 4         | [ 183 ] |
| Forbes        | 2018 | Forbes Korea Power Celebrity\|Korea Power Celebrity | 4         | [ 184 ] |
| Forbes        | 2019 | Forbes Korea Power Celebrity\|Korea Power Celebrity | 10        | [ 185 ] |

### Guinness dei primati
| Pubblicazione        | Anno | Primato                                                                | Detentore | Fonti   |
| -------------------- | ---- | ---------------------------------------------------------------------- | --------- | ------- |
| Guinness dei primati | 2018 | Most Daesang ("Grand Prize") awards won at the Mnet Asian Music Awards | Exo       | [ 186 ] |